# Бреттах (приток Кохера)
Бреттах (нем. Brettach) — река в Германии, протекает по земле Баден-Вюртемберг. Левый приток Кохера.
Бреттах берёт начало в районе коммуны Майнхардт. Течёт на северо-запад. Впадает в Кохер в черте города Нойенштадт-ам-Кохер.
Длина реки составляет 42,1 км, площадь водосборного бассейна — 153,7 км². Высота истока составляет 486 м, высота устья — 169 м.